# اپسیلون مار
اپسیلون مار یک ستاره است که در صورت فلکی مار قرار دارد.